# Stanley-Cup-Playoffs 2014
Die Playoffs um den Stanley Cup des Jahres 2014 begannen am 16. April 2014 und endeten am 13. Juni 2014 mit dem 4:1-Erfolg der Los Angeles Kings über die New York Rangers. Die Kings gewannen damit ihren zweiten Stanley Cup nach 2012 und stellten mit Justin Williams nicht nur den wertvollsten Spieler, sondern hatten mit Anže Kopitar auch den Topscorer der Playoffs in ihren Reihen.
Zum ersten Mal seit 1973 qualifizierte sich mit den Canadiens de Montréal nur ein einziges kanadisches Team für die post-season. Die Detroit Red Wings hingegen verlängerten die längste Serie von aufeinander folgenden Playoff-Teilnahmen aller aktiven Franchises auf 23, während die Columbus Blue Jackets ihre ersten beiden Playoff-Siege überhaupt errangen. Zudem standen zum ersten Mal seit 1979 drei Vertreter der Original Six in den Conference-Finals.
In den Playoffs wurde ein neuer Rekord aufgestellt, so gelang es den Teams in der ersten Runde zehn Mal, einen Rückstand von mehr als einem Tor noch in einen Sieg umzuwandeln. Zum Vergleich geschah dies im Jahr zuvor nur acht Mal in allen vier Wettbewerbsrunden. Ebenfalls in der ersten Runde gelang es den Los Angeles Kings, einen 0:3-Rückstand in der Serie gegen die San Jose Sharks noch in einen 4:3-Erfolg zu verwandeln, was erst zum vierten Mal in der Playoff-Historie geschah. Nachdem die Kings auch in Conference-Halbfinale und -Finale über sieben Spiele gehen mussten, wurden sie zum ersten Team, das das Stanley-Cup-Finale erreichte, nachdem es in allen drei Runden zuvor sieben Spiele absolviert hatte. Ferner markierte das 4:1 im Finale das 93. Spiel dieser Playoffs, womit der bisherige Rekord von 92 Spielen aus dem Jahr 1991 ebenfalls übertroffen wurde.

## Modus
Nachdem sich aus jeder Division die drei punktbesten Teams sowie die zwei Wild-Card-Teams der jeweiligen Conference qualifiziert haben, starten die im K.-o.-System ausgetragenen Playoffs. Die Divisionssieger treffen dabei in der ersten Runde auf die Wild-Card-Teams der jeweiligen Conference, wobei der Divisionssieger mit den meisten Punkten auf das schlechtere der beiden Wild-Card-Teams trifft. Die übrigen Paarungen des Conference-Viertelfinals werden divisionsintern unter den Zweit- und Drittplatzierten Teams ausgetragen.
Jede Conference spielt in der Folge im Conference-Viertelfinale, Conference-Halbfinale und im Conference-Finale ihren Sieger aus, der dann im Finale um den Stanley Cup antritt. Alle Serien jeder Runde werden im Best-of-Seven-Modus ausgespielt, das heißt, dass ein Team vier Siege zum Erreichen der nächsten Runde benötigt. Das höher gesetzte Team hat dabei in den ersten beiden Spielen Heimrecht, die nächsten beiden das gegnerische Team. Sollte bis dahin kein Sieger aus der Runde hervorgegangen sein, wechselt das Heimrecht von Spiel zu Spiel. So hat die höher gesetzte Mannschaft in den Spielen 1, 2, 5 und 7, also vier der maximal sieben Spiele, einen Heimvorteil. Der Sieger der Eastern Conference wird mit der Prince of Wales Trophy ausgezeichnet und der Sieger der Western Conference mit der Clarence S. Campbell Bowl.
Bei Spielen, die nach der regulären Spielzeit von 60 Minuten unentschieden bleiben, folgt die Overtime, die im Gegensatz zur regulären Saison mit fünf Feldspielern gespielt wird. Zudem endet sie durch das erste Tor (Sudden Death) und nicht, wie in der regulären Saison üblich, mit einem Shootout.

## Qualifizierte Teams
| Atlantic Division - A1: Boston Bruins - A2: Tampa Bay Lightning - A3: Canadiens de Montréal Metropolitan Division - M1: Pittsburgh Penguins - M2: New York Rangers - M3: Philadelphia Flyers Wild Cards - EWC1: Columbus Blue Jackets - EWC2: Detroit Red Wings | Central Division - C1: Colorado Avalanche - C2: St. Louis Blues - C3: Chicago Blackhawks Pacific Division - P1: Anaheim Ducks - P2: San Jose Sharks - P3: Los Angeles Kings Wild Cards - WWC1: Minnesota Wild - WWC2: Dallas Stars |

## Playoff-Baum
|  | Conference-Viertelfinale | Conference-Viertelfinale | Conference-Viertelfinale |      |                       | Conference-Halbfinale | Conference-Halbfinale | Conference-Halbfinale |  |  | Conference-Finale | Conference-Finale | Conference-Finale |  |  | Stanley-Cup-Finale | Stanley-Cup-Finale | Stanley-Cup-Finale |
|  |                          |                          |                          |      |                       |                       |                       |                       |  |  |                   |                   |                   |  |  |                    |                    |                    |
|  | A1                       | Boston Bruins            | 4                        |      |                       |                       |                       |                       |  |  |                   |                   |                   |  |  |                    |                    |                    |
|  | EWC2                     | Detroit Red Wings        | 1                        |      |                       |                       |                       |                       |  |  |                   |                   |                   |  |  |                    |                    |                    |
|  | EWC2                     | Detroit Red Wings        | 1                        | A1   | Boston Bruins         | 3                     |                       |                       |  |  |                   |                   |                   |  |  |                    |                    |                    |
|  |                          |                          |                          | A1   | Boston Bruins         | 3                     | Eastern Conference    |                       |  |  |                   |                   |                   |  |  |                    |                    |                    |
|  |                          | A3                       | Canadiens de Montréal    | 4    |                       |                       |                       |                       |  |  |                   |                   |                   |  |  |                    |                    |                    |
|  | A2                       | A3                       | Canadiens de Montréal    | 4    | Tampa Bay Lightning   | 0                     |                       |                       |  |  |                   |                   |                   |  |  |                    |                    |                    |
|  | A2                       |                          |                          |      | Tampa Bay Lightning   | 0                     |                       |                       |  |  |                   |                   |                   |  |  |                    |                    |                    |
|  | A3                       | Canadiens de Montréal    | 4                        |      |                       |                       |                       |                       |  |  |                   |                   |                   |  |  |                    |                    |                    |
|  | A3                       | Canadiens de Montréal    | 4                        | A3   | Canadiens de Montréal | 2                     |                       |                       |  |  |                   |                   |                   |  |  |                    |                    |                    |
|  |                          |                          |                          |      |                       |                       |                       |                       |  |  |                   |                   |                   |  |  |                    |                    |                    |
|  |                          | M2                       | New York Rangers         | 4    |                       |                       |                       |                       |  |  |                   |                   |                   |  |  |                    |                    |                    |
|  | M1                       | M2                       | New York Rangers         | 4    | Pittsburgh Penguins   | 4                     |                       |                       |  |  |                   |                   |                   |  |  |                    |                    |                    |
|  | M1                       |                          |                          |      | Pittsburgh Penguins   | 4                     |                       |                       |  |  |                   |                   |                   |  |  |                    |                    |                    |
|  | EWC1                     | Columbus Blue Jackets    | 2                        |      |                       |                       |                       |                       |  |  |                   |                   |                   |  |  |                    |                    |                    |
|  | EWC1                     | Columbus Blue Jackets    | 2                        | M1   | Pittsburgh Penguins   | 3                     |                       |                       |  |  |                   |                   |                   |  |  |                    |                    |                    |
|  |                          |                          |                          | M1   | Pittsburgh Penguins   | 3                     |                       |                       |  |  |                   |                   |                   |  |  |                    |                    |                    |
|  |                          | M2                       | New York Rangers         | 4    |                       |                       |                       |                       |  |  |                   |                   |                   |  |  |                    |                    |                    |
|  | M2                       | M2                       | New York Rangers         | 4    | New York Rangers      | 4                     |                       |                       |  |  |                   |                   |                   |  |  |                    |                    |                    |
|  | M2                       |                          |                          |      | New York Rangers      | 4                     |                       |                       |  |  |                   |                   |                   |  |  |                    |                    |                    |
|  | M3                       | Philadelphia Flyers      | 3                        |      |                       |                       |                       |                       |  |  |                   |                   |                   |  |  |                    |                    |                    |
|  | M3                       | Philadelphia Flyers      | 3                        | M2   | New York Rangers      | 1                     |                       |                       |  |  |                   |                   |                   |  |  |                    |                    |                    |
|  |                          |                          |                          |      |                       |                       |                       |                       |  |  |                   |                   |                   |  |  |                    |                    |                    |
|  |                          | P3                       | Los Angeles Kings        | 4    |                       |                       |                       |                       |  |  |                   |                   |                   |  |  |                    |                    |                    |
|  | C1                       | P3                       | Los Angeles Kings        | 4    | Colorado Avalanche    | 3                     |                       |                       |  |  |                   |                   |                   |  |  |                    |                    |                    |
|  | C1                       |                          |                          |      | Colorado Avalanche    | 3                     |                       |                       |  |  |                   |                   |                   |  |  |                    |                    |                    |
|  | WWC1                     | Minnesota Wild           | 4                        |      |                       |                       |                       |                       |  |  |                   |                   |                   |  |  |                    |                    |                    |
|  | WWC1                     | Minnesota Wild           | 4                        | WWC1 | Minnesota Wild        | 2                     |                       |                       |  |  |                   |                   |                   |  |  |                    |                    |                    |
|  |                          |                          |                          | WWC1 | Minnesota Wild        | 2                     |                       |                       |  |  |                   |                   |                   |  |  |                    |                    |                    |
|  |                          | C3                       | Chicago Blackhawks       | 4    |                       |                       |                       |                       |  |  |                   |                   |                   |  |  |                    |                    |                    |
|  | C2                       | C3                       | Chicago Blackhawks       | 4    | St. Louis Blues       | 2                     |                       |                       |  |  |                   |                   |                   |  |  |                    |                    |                    |
|  | C2                       |                          |                          |      | St. Louis Blues       | 2                     |                       |                       |  |  |                   |                   |                   |  |  |                    |                    |                    |
|  | C3                       | Chicago Blackhawks       | 4                        |      |                       |                       |                       |                       |  |  |                   |                   |                   |  |  |                    |                    |                    |
|  | C3                       | Chicago Blackhawks       | 4                        | C3   | Chicago Blackhawks    | 3                     |                       |                       |  |  |                   |                   |                   |  |  |                    |                    |                    |
|  |                          |                          |                          |      |                       |                       |                       |                       |  |  |                   |                   |                   |  |  |                    |                    |                    |
|  |                          | P3                       | Los Angeles Kings        | 4    |                       |                       |                       |                       |  |  |                   |                   |                   |  |  |                    |                    |                    |
|  | P1                       | P3                       | Los Angeles Kings        | 4    | Anaheim Ducks         | 4                     |                       |                       |  |  |                   |                   |                   |  |  |                    |                    |                    |
|  | P1                       |                          |                          |      | Anaheim Ducks         | 4                     |                       |                       |  |  |                   |                   |                   |  |  |                    |                    |                    |
|  | WWC2                     | Dallas Stars             | 2                        |      |                       |                       |                       |                       |  |  |                   |                   |                   |  |  |                    |                    |                    |
|  | WWC2                     | Dallas Stars             | 2                        | P1   | Anaheim Ducks         | 3                     |                       |                       |  |  |                   |                   |                   |  |  |                    |                    |                    |
|  |                          |                          |                          | P1   | Anaheim Ducks         | 3                     | Western Conference    |                       |  |  |                   |                   |                   |  |  |                    |                    |                    |
|  |                          | P3                       | Los Angeles Kings        | 4    |                       |                       |                       |                       |  |  |                   |                   |                   |  |  |                    |                    |                    |
|  | P2                       | P3                       | Los Angeles Kings        | 4    | San Jose Sharks       | 3                     |                       |                       |  |  |                   |                   |                   |  |  |                    |                    |                    |
|  | P2                       |                          |                          |      | San Jose Sharks       | 3                     |                       |                       |  |  |                   |                   |                   |  |  |                    |                    |                    |
|  | P3                       | Los Angeles Kings        | 4                        |      |                       |                       |                       |                       |  |  |                   |                   |                   |  |  |                    |                    |                    |

## Conference-Viertelfinale

### Eastern Conference

#### (A1) Boston Bruins – (EWC2) Detroit Red Wings
| 18. April 2014 19:30 Uhr (Ortszeit) | Boston Bruins | 0:1 (0:0, 0:0, 0:1) Spielbericht Stand: 0:1 | Detroit Red Wings Pawel Dazjuk (56:59) | TD Garden, Boston Zuschauer: 17.565 |

| 20. April 2014 15:00 Uhr | Boston Bruins Justin Florek (7:28) Reilly Smith (10:35) Milan Lucic (38:16) Zdeno Chára (42:27) | 4:1 (2:0, 1:1, 1:0) Spielbericht Stand: 1:1 | Detroit Red Wings Luke Glendening (33:20) | TD Garden, Boston Zuschauer: 17.565 |

| 22. April 2014 19:30 Uhr | Detroit Red Wings | 0:3 (0:2, 0:0, 0:1) Spielbericht Stand: 1:2 | Boston Bruins Dougie Hamilton (9:00) Jordan Caron (15:48) Patrice Bergeron (58:01) | Joe Louis Arena, Detroit Zuschauer: 20.066 |

| 24. April 2014 20:00 Uhr | Detroit Red Wings Niklas Kronwall (11:00) Pawel Dazjuk (24:27) | 2:3 n. V. (1:0, 1:1, 0:1, 0:1) Spielbericht Stand: 1:3 | Boston Bruins Torey Krug (30:14) Milan Lucic (41:15) Jarome Iginla (73:32) | Joe Louis Arena, Detroit Zuschauer: 20.066 |

| 26. April 2014 15:00 Uhr | Boston Bruins Loui Eriksson (3:27) Zdeno Chára (39:56) Milan Lucic (44:27) Jarome Iginla (59:44) | 4:2 (1:0, 1:1, 2:1) Spielbericht Stand: 4:1 | Detroit Red Wings Pawel Dazjuk (34:41) Henrik Zetterberg (56:08) | TD Garden, Boston Zuschauer: 17.565 |

#### (A2) Tampa Bay Lightning – (A3) Canadiens de Montréal
| 16. April 2014 19:00 Uhr (Ortszeit) | Tampa Bay Lightning Nikita Kucherow (10:09) Steven Stamkos (33:24) Alexander Killorn (47:11) Steven Stamkos (53:27) | 4:5 n. V. (1:1, 1:1, 2:2, 0:1) Spielbericht Stand: 0:1 | Canadiens de Montréal Tomáš Plekanec (10:28) Brian Gionta (36:39) Lars Eller (45:10) Thomas Vanek (51:30) Dale Weise (68:08) | Tampa Bay Times Forum, Tampa Bay Zuschauer: 19.204 |

| 18. April 2014 19:00 Uhr | Tampa Bay Lightning Teddy Purcell (58:01) | 1:4 (0:0, 0:2, 1:2) Spielbericht Stand: 0:2 | Canadiens de Montréal David Desharnais (22:34) René Bourque (30:35) Brendan Gallagher (51:46) René Bourque (54:39) | Tampa Bay Times Forum, Tampa Bay Zuschauer: 19.204 |

| 20. April 2014 19:00 Uhr | Canadiens de Montréal René Bourque (0:11) Brendan Gallagher (38:10) Tomáš Plekanec (45:43) | 3:2 (1:0, 1:1, 1:1) Spielbericht Stand: 3:0 | Tampa Bay Lightning Ondřej Palát (28:39) Matthew Carle (51:36) | Centre Bell, Montréal Zuschauer: 21.273 |

| 22. April 2014 19:00 Uhr | Canadiens de Montréal Daniel Brière (2:24) Lars Eller (15:21) Brendan Gallagher (25:42) Max Pacioretty (59:17) | 4:3 (2:0, 1:1, 1:2) Spielbericht Stand: 4:0 | Tampa Bay Lightning Ondřej Palát (24:32) Victor Hedman (43:29) Tyler Johnson (46:31) | Centre Bell, Montréal Zuschauer: 21.273 |

#### (M1) Pittsburgh Penguins – (EWC1) Columbus Blue Jackets
| 16. April 2014 19:30 Uhr (Ortszeit) | Pittsburgh Penguins Jussi Jokinen (17:13) Beau Bennett (21:34) Matt Niskanen (22:19) Brandon Sutter (48:18) | 4:3 (1:2, 2:1, 1:0) Spielbericht Stand: 1:0 | Columbus Blue Jackets Jack Johnson (6:20) Mark Letestu (17:58) Derek MacKenzie (20:43) | Consol Energy Center, Pittsburgh Zuschauer: 18.646 |

| 19. April 2014 19:00 Uhr | Pittsburgh Penguins Brian Gibbons (3:30) Brian Gibbons (4:24) Matt Niskanen (17:52) | 3:4 n. V. (3:1, 0:1, 0:1, 0:0, 0:1) Spielbericht Stand: 1:1 | Columbus Blue Jackets Ryan Johansen (5:07) Matt Calvert (27:31) Jack Johnson (52:59) Matt Calvert (81:10) | Consol Energy Center, Pittsburgh Zuschauer: 18.619 |

| 21. April 2014 19:00 Uhr | Columbus Blue Jackets Boone Jenner (1:38) Jack Johnson (3:18) Cam Atkinson (41:04) | 3:4 (2:0, 0:1, 1:3) Spielbericht Stand: 1:2 | Pittsburgh Penguins Brooks Orpik (39:58) Brandon Sutter (45:53) Lee Stempniak (47:03) Olli Määttä (48:06) | Nationwide Arena, Columbus Zuschauer: 19.148 |

| 23. April 2014 19:00 Uhr | Columbus Blue Jackets Boone Jenner (16:39) Ryan Johansen (34:20) Brandon Dubinsky (59:36) Nick Foligno (62:49) | 4:3 n. V. (1:3, 1:0, 1:0, 1:0) Spielbericht Stand: 2:2 | Pittsburgh Penguins Craig Adams (6:09) Chris Kunitz (10:37) James Neal (11:10) | Nationwide Arena, Columbus Zuschauer: 18.970 |

| 26. April 2014 19:00 Uhr | Pittsburgh Penguins Chris Kunitz (27:42) Jussi Jokinen (46:16) Kris Letang (58:59) | 3:1 (0:1, 1:0, 2:0) Spielbericht Stand: 3:2 | Columbus Blue Jackets Boone Jenner (12:55) | Consol Energy Center, Pittsburgh Zuschauer: 18.618 |

| 28. April 2014 19:00 Uhr | Columbus Blue Jackets Fjodor Tjutin (50:21) Artjom Anissimow (53:54) Nick Foligno (55:13) | 3:4 (0:2, 0:2, 3:0) Spielbericht Stand: 2:4 | Pittsburgh Penguins Jewgeni Malkin (9:11) Jewgeni Malkin (13:13) Brandon Sutter (20:34) Jewgeni Malkin (35:22) | Nationwide Arena, Columbus Zuschauer: 19.189 |

#### (M2) New York Rangers – (M3) Philadelphia Flyers
| 17. April 2014 19:00 Uhr (Ortszeit) | New York Rangers Mats Zuccarello (10:53) Brad Richards (48:22) Derek Stepan (49:09) Carl Hagelin (55:52) | 4:1 (1:1, 0:0, 3:0) Spielbericht Stand: 1:0 | Philadelphia Flyers Andrew MacDonald (7:28) | Madison Square Garden, New York City Zuschauer: 18.006 |

| 20. April 2014 12:00 Uhr | New York Rangers Martin St. Louis (4:08) Benoît Pouliot (8:22) | 2:4 (2:1, 0:2, 0:1) Spielbericht Stand: 1:1 | Philadelphia Flyers Jakub Voráček (14:14) Jason Akeson (25:45) Brayden Schenn (31:18) Wayne Simmonds (59:34) | Madison Square Garden, New York City Zuschauer: 18.006 |

| 22. April 2014 12:00 Uhr | Philadelphia Flyers Mark Streit (17:18) | 1:4 (1:2, 0:1, 0:1) Spielbericht Stand: 1:2 | New York Rangers Derek Stepan (3:54) Martin St. Louis (10:24) Daniel Girardi (25:17) Daniel Carcillo (50:53) | Wells Fargo Center, Philadelphia Zuschauer: 20.096 |

| 25. April 2014 19:00 Uhr | Philadelphia Flyers Matt Read (8:55) Jakub Voráček (27:22) | 2:1 (1:1, 1:0, 0:0) Spielbericht Stand: 2:2 | New York Rangers Dominic Moore (4:38) | Wells Fargo Center, Philadelphia Zuschauer: 20.132 |

| 27. April 2014 12:00 Uhr | New York Rangers Marc Staal (11:53) Brad Richards (28:07) Dominic Moore (36:20) Brian Boyle (59:45) | 4:2 (1:0, 2:1, 1:1) Spielbericht Stand: 3:2 | Philadelphia Flyers Vincent Lecavalier (39:27) Claude Giroux (58:31) | Madison Square Garden, New York City Zuschauer: 18.006 |

| 29. April 2014 19.30 Uhr | Philadelphia Flyers Wayne Simmonds (7:08) Wayne Simmonds (21:32) Erik Gustafsson (34:17) Wayne Simmonds (35:19) Claude Giroux (55:49) | 5:2 (1:0, 3:0, 1:2) Spielbericht Stand: 3:3 | New York Rangers Carl Hagelin (53:26) Mats Zuccarello (59:03) | Wells Fargo Center, Philadelphia Zuschauer: 20.137 |

| 30. April 2014 19:00 Uhr | New York Rangers Daniel Carcillo (23:06) Benoît Pouliot (31:46) | 2:1 (0:0, 2:0, 0:1) Spielbericht Stand: 4:3 | Philadelphia Flyers Jason Akeson (44:32) | Madison Square Garden, New York City Zuschauer: 18.006 |

### Western Conference

#### (C1) Colorado Avalanche – (WWC1) Minnesota Wild
| 17. April 2014 19:30 Uhr (Ortszeit) | Colorado Avalanche Gabriel Landeskog (13:14) Ryan O’Reilly (34:12) Jamie McGinn (47:13) Paul Stastny (59:46) Paul Stastny (67:27) | 5:4 n. V. (1:1, 1:3, 2:0, 1:0) Spielbericht Stand: 1:0 | Minnesota Wild Charlie Coyle (15:20) Ryan Suter (31:05) Erik Haula (36:08) Kyle Brodziak (38:12) | Pepsi Center, Denver Zuschauer: 18.074 |

| 19. April 2014 19:30 Uhr | Colorado Avalanche Nathan MacKinnon (6:20) Gabriel Landeskog (22:58) Gabriel Landeskog (31:59) Paul Stastny (59:45) | 4:2 (1:1, 2:0, 1:1) Spielbericht Stand: 2:0 | Minnesota Wild Charlie Coyle (4:18) Marco Scandella (58:41) | Pepsi Center, Denver Zuschauer: 18.402 |

| 21. April 2014 18:00 Uhr | Minnesota Wild Mikael Granlund (65:08) | 1:0 n. V. (0:0, 0:0, 0:0, 1:0) Spielbericht Stand: 1:2 | Colorado Avalanche | Xcel Energy Center, Saint Paul Zuschauer: 19.221 |

| 24. April 2014 20:30 Uhr | Minnesota Wild Jared Spurgeon (3:47) Charlie Coyle (32:55) | 2:1 (1:0, 1:1, 0:0) Spielbericht Stand: 2:2 | Colorado Avalanche Ryan O’Reilly (33:25) | Xcel Energy Center, Saint Paul Zuschauer: 19.396 |

| 26. April 2014 19:30 Uhr | Colorado Avalanche Cody McLeod (28:04) Nick Holden (32:16) Pierre-Alexandre Parenteau (58:46) Nathan MacKinnon (63:27) | 4:3 n. V. (0:0, 2:1, 1:2, 1:0) Spielbericht Stand: 3:2 | Minnesota Wild Matt Moulson (29:17) Zach Parise (44:34) Kyle Brodziak (46:25) | Pepsi Center, Denver Zuschauer: 18.418 |

| 28. April 2014 20:00 Uhr | Minnesota Wild Zach Parise (0:49) Mikael Granlund (9:35) Zach Parise (53:31) Jason Pominville (58:34) Marco Scandella (59:04) | 5:2 (2:1, 0:1, 3:0) Spielbericht Stand: 3:3 | Colorado Avalanche Paul Stastny (16:59) Nick Holden (24:47) | Xcel Energy Center, Saint Paul Zuschauer: 19.314 |

| 30. April 2014 19:30 Uhr | Colorado Avalanche Nick Holden (2:52) Jamie McGinn (13:38) Paul Stastny (42:55) Erik Johnson (51:16) | 4:5 n. V. (2:1, 0:1, 2:2, 0:1) Spielbericht Stand: 3:4 | Minnesota Wild Mikko Koivu (8:04) Dany Heatley (27:27) Nino Niederreiter (46:33) Jared Spurgeon (57:33) Nino Niederreiter (65:02) | Pepsi Center, Denver Zuschauer: 18.511 |

#### (C2) St. Louis Blues – (C3) Chicago Blackhawks
| 17. April 2014 19:00 Uhr (Ortszeit) | St. Louis Blues Adam Cracknell (4:40) Wladimir Tarassenko (15:52) Jaden Schwartz (58:15) Alexander Steen (100:26) | 4:3 n. V. (2:3, 0:0, 1:0, 0:0, 0:0, 1:0) Spielbericht Stand: 1:0 | Chicago Blackhawks Johnny Oduya (11:14) Brent Seabrook (14:39) Patrick Kane (18:24) | Scottrade Center, St. Louis Zuschauer: 19.423 |

| 19. April 2014 14:00 Uhr | St. Louis Blues Chris Porter (7:08) Kevin Shattenkirk (19:58) Wladimir Tarassenko (59:53) Barret Jackman (65:50) | 4:3 n. V. (2:0, 0:1, 1:2, 1:0) Spielbericht Stand: 2:0 | Chicago Blackhawks Duncan Keith (37:25) Brent Seabrook (44:53) Michal Rozsíval (46:38) | Scottrade Center, St. Louis Zuschauer: 19.639 |

| 21. April 2014 19:30 Uhr | Chicago Blackhawks Jonathan Toews (4:10) Marcus Krüger (59:40) | 2:0 (1:0, 0:0, 1:0) Spielbericht Stand: 1:2 | St. Louis Blues | United Center, Chicago Zuschauer: 22.112 |

| 23. April 2014 20:30 Uhr | Chicago Blackhawks Andrew Shaw (28:40) Patrick Kane (36:09) Bryan Bickell (56:08) Patrick Kane (71:17) | 4:3 n. V. (0:0, 2:2, 1:1, 1:0) Spielbericht Stand: 2:2 | St. Louis Blues Wladimir Tarassenko (38:51) Maxim Lapierre (39:56) Wladimir Tarassenko (52:26) | United Center, Chicago Zuschauer: 22.123 |

| 25. April 2014 19:00 Uhr | St. Louis Blues T. J. Oshie (31:04) Alex Pietrangelo (41:42) | 2:3 n. V. (0:1, 1:1, 1:0, 0:1) Spielbericht Stand: 2:3 | Chicago Blackhawks Marián Hossa (16:11) Ben Smith (37:10) Jonathan Toews (67:36) | Scottrade Center, St. Louis Zuschauer: 19.796 |

| 27. April 2014 14:00 Uhr | Chicago Blackhawks Bryan Bickell (4:12) Jonathan Toews (40:44) Patrick Sharp (42:01) Andrew Shaw (47:30) Duncan Keith (57:05) | 5:1 (1:1, 0:0, 4:0) Spielbericht Stand: 4:2 | St. Louis Blues T. J. Oshie (16:28) | United Center, Chicago Zuschauer: 22.144 |

#### (P1) Anaheim Ducks – (WWC2) Dallas Stars
| 16. April 2014 19:00 Uhr (Ortszeit) | Anaheim Ducks Kyle Palmieri (1:53) Ryan Getzlaf (12:49) Mathieu Perreault (19:30) Matt Beleskey (29:04) | 4:3 (3:0, 1:2, 0:1) Spielbericht Stand: 1:0 | Dallas Stars Jamie Benn (36:36) Colton Sceviour (38:09) Tyler Seguin (53:53) | Honda Center, Anaheim Zuschauer: 17.294 |

| 18. April 2014 19:00 Uhr | Anaheim Ducks Ryan Getzlaf (17:14) Corey Perry (36:15) Andrew Cogliano (45:09) | 3:2 (1:1, 1:0, 1:1) Spielbericht Stand: 2:0 | Dallas Stars Alex Chiasson (7:40) Ryan Garbutt (49:58) | Honda Center, Anaheim Zuschauer: 17.426 |

| 21. April 2014 20:30 Uhr | Dallas Stars Jamie Benn (19:25) Waleri Nitschuschkin (37:15) Ryan Garbutt (47:52) | 3:0 (1:0, 1:0, 1:0) Spielbericht Stand: 1:2 | Anaheim Ducks | American Airlines Center, Dallas Zuschauer: 19.120 |

| 23. April 2014 19:00 Uhr | Dallas Stars Jamie Benn (20:27) Vernon Fiddler (26:33) Cody Eakin (46:22) Alex Goligoski (47:44) | 4:2 (0:2, 2:0, 2:0) Spielbericht Stand: 2:2 | Anaheim Ducks Bryan Allen (12:17) Patrick Maroon (18:16) | American Airlines Center, Dallas Zuschauer: 18.962 |

| 25. April 2014 19:30 Uhr | Anaheim Ducks Nick Bonino (5:32) Rickard Rakell (10:26) Mathieu Perreault (21:05) Jakob Silfverberg (41:07) Ryan Getzlaf (44:30) Corey Perry (46:49) | 6:2 (2:1, 1:1, 3:0) Spielbericht Stand: 3:2 | Dallas Stars Jamie Benn (10:00) Shawn Horcoff (28:19) | Honda Center, Anaheim Zuschauer: 17.334 |

| 27. April 2014 19:00 Uhr | Dallas Stars Trevor Daley (5:16) Cody Eakin (10:27) Ryan Garbutt (19:01) Trevor Daley (30:33) | 4:5 n. V. (3:1, 1:1, 0:2, 0:1) Spielbericht Stand: 2:4 | Anaheim Ducks Devante Smith-Pelly (17:57) Ben Lovejoy (23:55) Nick Bonino (57:50) Devante Smith-Pelly (59:36) Nick Bonino (62:47) | American Airlines Center, Dallas Zuschauer: 19.323 |

#### (P2) San Jose Sharks – (P3) Los Angeles Kings
| 17. April 2014 19:30 Uhr (Ortszeit) | San Jose Sharks Joe Thornton (3:06) Tomáš Hertl (19:08) Patrick Marleau (19:56) Raffi Torres (32:57) Marc-Édouard Vlasic (36:29) Brent Burns (59:05) | 6:3 (3:0, 2:0, 1:3) Spielbericht Stand: 1:0 | Los Angeles Kings Jake Muzzin (42:01) Slawa Woinow (46:55) Trevor Lewis (53:59) | SAP Center, San José Zuschauer: 17.562 |

| 20. April 2014 19:00 Uhr | San Jose Sharks Mike Brown (24:25) Raffi Torres (29:04) Justin Braun (34:45) Patrick Marleau (41:08) Joe Pavelski (44:07) Logan Couture (48:08) Joe Thornton (50:06) | 7:2 (0:2, 3:0, 4:0) Spielbericht Stand: 2:0 | Los Angeles Kings Jake Muzzin (1:51) Trevor Lewis (9:33) | SAP Center, San José Zuschauer: 17.562 |

| 22. April 2014 19:00 Uhr | Los Angeles Kings Jarret Stoll (24:48) Marián Gáborík (27:59) Jeff Carter (40:51) | 3:4 n. V. (0:1, 2:1, 1:1, 0:1) Spielbericht Stand: 0:3 | San Jose Sharks Brent Burns (3:16) Matt Nieto (29:17) Tomáš Hertl (49:17) Patrick Marleau (66:20) | Staples Center, Los Angeles Zuschauer: 18.390 |

| 24. April 2014 19:30 Uhr | Los Angeles Kings Marián Gáborík (4:08) Justin Williams (23:52) Justin Williams (36:07) Tyler Toffoli (39:01) Marián Gáborík (40:34) Dustin Brown (58:32) | 6:3 (1:1, 3:1, 2:1) Spielbericht Stand: 1:3 | San Jose Sharks James Sheppard (19:52) Matt Nieto (28:25) Joe Pavelski (51:36) | Staples Center, Los Angeles Zuschauer: 18.376 |

| 26. April 2014 19:00 Uhr | San Jose Sharks | 0:3 (0:2, 0:1, 0:0) Spielbericht Stand: 3:2 | Los Angeles Kings Tyler Toffoli (8:09) Anže Kopitar (12:52) Jeff Carter (20:22) | SAP Center, San José Zuschauer: 17.562 |

| 28. April 2014 19:00 Uhr | Los Angeles Kings Justin Williams (5:39) Justin Williams (51:56) Anže Kopitar (53:27) Anže Kopitar (54:42) | 4:1 (1:0, 0:1, 3:0) Spielbericht Stand: 3:3 | San Jose Sharks James Sheppard (32:26) | Staples Center, Los Angeles Zuschauer: 18.384 |

| 30. April 2014 19:00 Uhr | San Jose Sharks Matt Irwin (20:28) | 1:5 (0:0, 1:2, 0:3) Spielbericht Stand: 3:4 | Los Angeles Kings Drew Doughty (24:57) Anže Kopitar (38:39) Tyler Toffoli (44:40) Dustin Brown (57:53) Tanner Pearson (59:12) | SAP Center, San José Zuschauer: 17.562 |

## Conference-Halbfinale

### Eastern Conference

#### (A1) Boston Bruins – (A3) Canadiens de Montréal
| 1. Mai 2014 19:30 Uhr (Ortszeit) | Boston Bruins Reilly Smith (42:44) Torey Krug (46:30) Johnny Boychuk (58:02) | 3:4 n. V. (0:1, 0:1, 3:1, 0:0, 0:1) Spielbericht Stand: 0:1 | Canadiens de Montréal P. K. Subban (11:23) René Bourque (23:38) Francis Bouillon (52:09) P. K. Subban (84:17) | TD Garden, Boston Zuschauer: 17.565 |

| 3. Mai 2014 12:30 Uhr | Boston Bruins Daniel Paille (13:02) Dougie Hamilton (50:56) Patrice Bergeron (54:17) Reilly Smith (56:28) Milan Lucic (58:54) | 5:3 (1:0, 0:2, 4:1) Spielbericht Stand: 1:1 | Canadiens de Montréal Mike Weaver (21:09) Thomas Vanek (38:09) Thomas Vanek (46:30) | TD Garden, Boston Zuschauer: 17.565 |

| 6. Mai 2014 19:00 Uhr | Canadiens de Montréal Tomáš Plekanec (10:57) P. K. Subban (14:44) Dale Weise (33:52) Lars Eller (59:57) | 4:2 (2:0, 1:1, 1:1) Spielbericht Stand: 2:1 | Boston Bruins Patrice Bergeron (37:48) Jarome Iginla (57:44) | Centre Bell, Montréal Zuschauer: 21.273 |

| 8. Mai 2014 19:30 Uhr | Canadiens de Montréal | 0:1 n. V. (0:0, 0:0, 0:0, 0:1) Spielbericht Stand: 2:2 | Boston Bruins Matt Fraser (61:19) | Centre Bell, Montréal Zuschauer: 21.273 |

| 10. Mai 2014 19:00 Uhr | Boston Bruins Carl Söderberg (13:20) Reilly Smith (21:04) Jarome Iginla (21:36) Loui Eriksson (54:12) | 4:2 (1:0, 2:1, 1:1) Spielbericht Stand: 3:2 | Canadiens de Montréal Brendan Gallagher (34:39) P. K. Subban (57:31) | TD Garden, Boston Zuschauer: 17.565 |

| 12. Mai 2014 19.30 Uhr | Canadiens de Montréal Lars Eller (2:11) Max Pacioretty (35:24) Thomas Vanek (37:39) Thomas Vanek (56:04) | 4:0 (1:0, 2:0, 1:0) Spielbericht Stand: 3:3 | Boston Bruins | Centre Bell, Montréal Zuschauer: 21.273 |

| 14. Mai 2014 19:00 Uhr | Boston Bruins Jarome Iginla (37:58) | 1:3 (0:1, 1:1, 0:1) Spielbericht Stand: 3:4 | Montréal Canadiens Dale Weise (2:18) Max Pacioretty (30:22) Daniel Brière (57:07) | TD Garden, Boston Zuschauer: 17.565 |

#### (M1) Pittsburgh Penguins – (M2) New York Rangers
| 2. Mai 2014 19:00 Uhr (Ortszeit) | Pittsburgh Penguins Lee Stempniak (27:15) James Neal (33:28) | 2:3 n. V. (0:2, 2:0, 0:0, 0:1) Spielbericht Stand: 0:1 | New York Rangers Benoît Pouliot (5:04) Brad Richards (17:03) Benoît Pouliot (63:13) | Consol Energy Center, Pittsburgh Zuschauer: 18.622 |

| 4. Mai 2014 19:30 Uhr | Pittsburgh Penguins Kris Letang (30:26) Jussi Jokinen (56:30) Jewgeni Malkin (59:06) | 3:0 (0:0, 1:0, 2:0) Spielbericht Stand: 1:1 | New York Rangers | Consol Energy Center, Pittsburgh Zuschauer: 18.638 |

| 5. Mai 2014 19:30 Uhr | New York Rangers | 0:2 (0:0, 0:2, 0:0) Spielbericht Stand: 1:2 | Pittsburgh Penguins Sidney Crosby (22:34) Jussi Jokinen (35:20) | Madison Square Garden, New York City Zuschauer: 18.006 |

| 7. Mai 2014 19:30 Uhr | New York Rangers Carl Hagelin (25:30) Mats Zuccarello (53:07) | 2:4 (0:1, 1:1, 1:2) Spielbericht Stand: 1:3 | Pittsburgh Penguins Jewgeni Malkin (2:31) Brandon Sutter (38:27) Jussi Jokinen (47:02) Chris Kunitz (54:04) | Madison Square Garden, New York City Zuschauer: 18.006 |

| 9. Mai 2014 19:00 Uhr | Pittsburgh Penguins Jewgeni Malkin (23:23) | 1:5 (0:2, 1:2, 0:1) Spielbericht Stand: 3:2 | New York Rangers Chris Kreider (9:36) Derick Brassard (15:23) Derick Brassard (27:58) Ryan McDonagh (28:48) Kevin Klein (57:31) | Consol Energy Center, Pittsburgh Zuschauer: 18.633 |

| 11. Mai 2014 19:00 Uhr | New York Rangers Martin St. Louis (3:34) Carl Hagelin (6:25) Derick Brassard (35:30) | 3:1 (2:1, 1:0, 0:0) Spielbericht Stand: 3:3 | Pittsburgh Penguins Brandon Sutter (16:56) | Madison Square Garden, New York City Zuschauer: 18.006 |

| 13. Mai 2014 19:00 Uhr | Pittsburgh Penguins Jussi Jokinen (24:15) | 1:2 (0:1, 1:1, 0:0) Spielbericht Stand: 3:4 | New York Rangers Brian Boyle (5:25) Brad Richards (27:56) | Consol Energy Center, Pittsburgh Zuschauer: 18.635 |

### Western Conference

#### (C3) Chicago Blackhawks – (WWC1) Minnesota Wild
| 2. Mai 2014 20:30 Uhr (Ortszeit) | Chicago Blackhawks Bryan Bickell (14:48) Marián Hossa (31:21) Patrick Kane (48:22) Patrick Kane (56:47) Bryan Bickell (57:19) | 5:2 (1:0, 1:0, 3:2) Spielbericht Stand: 1:0 | Minnesota Wild Clayton Stoner (42:19) Kyle Brodziak (46:56) | United Center, Chicago Zuschauer: 22.116 |

| 4. Mai 2014 14:00 Uhr | Chicago Blackhawks Jonathan Toews (11:02) Brandon Saad (39:04) Bryan Bickell (57:15) Brandon Saad (58:37) | 4:1 (1:0, 1:0, 2:1) Spielbericht Stand: 2:0 | Minnesota Wild Cody McCormick (42:00) | United Center, Chicago Zuschauer: 22.018 |

| 6. Mai 2014 20:00 Uhr | Minnesota Wild Erik Haula (41:41) Mikael Granlund (44:18) Zach Parise (57:25) Mikael Granlund (58:43) | 4:0 (0:0, 0:0, 4:0) Spielbericht Stand: 1:2 | Chicago Blackhawks | Xcel Energy Center, Saint Paul Zuschauer: 19.416 |

| 9. Mai 2014 21:30 Uhr | Minnesota Wild Justin Fontaine (7:24) Jason Pominville (23:51) Nino Niederreiter (27:12) Jared Spurgeon (43:47) | 4:2 (1:1, 2:1, 1:0) Spielbericht Stand: 2:2 | Chicago Blackhawks Patrick Sharp (19:21) Michal Handzuš (26:28) | Xcel Energy Center, Saint Paul Zuschauer: 19.405 |

| 11. Mai 2014 21:00 Uhr | Chicago Blackhawks Bryan Bickell (29:18) Jonathan Toews (44:33) | 2:1 (0:1, 1:0, 1:0) Spielbericht Stand: 3:2 | Minnesota Wild Erik Haula (16:33) | United Center, Chicago Zuschauer: 22.016 |

| 13. Mai 2014 21:00 Uhr | Minnesota Wild Erik Haula (22:29) | 1:2 n. V. (0:1, 1:0, 0:0, 0:1) Spielbericht Stand: 2:4 | Chicago Blackhawks Kris Versteeg (1:58) Patrick Kane (69:42) | Xcel Energy Center, Saint Paul Zuschauer: 19.396 |

#### (P1) Anaheim Ducks – (P3) Los Angeles Kings
| 3. Mai 2014 17:00 Uhr (Ortszeit) | Anaheim Ducks Matt Beleskey (11:41) Teemu Selänne (48:08) | 2:3 n. V. (1:1, 0:0, 1:1, 0:1) Spielbericht Stand: 0:1 | Los Angeles Kings Alec Martinez (9:04) Marián Gáborík (59:53) Marián Gáborík (72:07) | Honda Center, Anaheim Zuschauer: 17.393 |

| 5. Mai 2014 19:00 Uhr | Anaheim Ducks Patrick Maroon (9:40) | 1:3 (1:2, 0:0, 0:1) Spielbericht Stand: 0:2 | Los Angeles Kings Marián Gáborík (0:34) Alec Martinez (12:07) Dwight King (59:02) | Honda Center, Anaheim Zuschauer: 17.281 |

| 8. Mai 2014 19:00 Uhr | Los Angeles Kings Jeff Carter (24:59) Mike Richards (59:29) | 2:3 (0:1, 1:1, 1:1) Spielbericht Stand: 2:1 | Anaheim Ducks Corey Perry (4:06) Teemu Selänne (35:10) Ben Lovejoy (57:05) | Staples Center, Los Angeles Zuschauer: 18.622 |

| 10. Mai 2014 21:30 Uhr | Los Angeles Kings | 0:2 (0:2, 0:0, 0:0) Spielbericht Stand: 2:2 | Anaheim Ducks Devante Smith-Pelly (16:02) Ryan Getzlaf (18:45) | Staples Center, Los Angeles Zuschauer: 18.489 |

| 12. Mai 2014 22:00 Uhr | Anaheim Ducks Nick Bonino (2:15) Devante Smith-Pelly (21:11) Devante Smith-Pelly (22:34) Jakob Silfverberg (28:23) | 4:3 (1:1, 3:1, 0:1) Spielbericht Stand: 3:2 | Los Angeles Kings Trevor Lewis (9:12) Marián Gáborík (38:42) Marián Gáborík (54:12) | Honda Center, Anaheim Zuschauer: 17.233 |

| 14. Mai 2014 18.30 Uhr | Los Angeles Kings Jake Muzzin (8:16) Trevor Lewis (14:04) | 2:1 (1:0, 1:1, 0:0) Spielbericht Stand: 3:3 | Anaheim Ducks Kyle Palmieri (35:42) | Staples Center, Los Angeles Zuschauer: 18.519 |

| 16. Mai 2014 21:00 Uhr | Anaheim Ducks Kyle Palmieri (37:02) Corey Perry (43:42) | 2:6 (0:3, 1:2, 1:1) Spielbericht Stand: 3:4 | Los Angeles Kings Justin Williams (4:30) Jeff Carter (8:48) Mike Richards (15:12) Anže Kopitar (22:02) Marián Gáborík (34:08) Tanner Pearson (53:54) | Honda Center, Anaheim Zuschauer: 17.395 |

## Conference-Finale

### Eastern Conference

#### (A3) Montréal Canadiens – (M2) New York Rangers
| 17. Mai 2014 13:00 Uhr (Ortszeit) | Montréal Canadiens René Bourque (32:38) Lars Eller (55:22) | 2:7 (0:2, 1:2, 1:3) Spielbericht Stand: 0:1 | New York Rangers Martin St. Louis (4:35) Mats Zuccarello (6:27) Chris Kreider (38:59) Brad Richards (39:48) Ryan McDonagh (41:28) Derek Stepan (44:11) Rick Nash (44:36) | Centre Bell, Montréal Zuschauer: 21.273 |

| 19. Mai 2014 20.00 Uhr | Montréal Canadiens Max Pacioretty (6:14) | 1:3 (1:2, 0:1, 0:0) Spielbericht Stand: 0:2 | New York Rangers Ryan McDonagh (6:31) Rick Nash (18:58) Martin St. Louis (28:03) | Centre Bell, Montréal Zuschauer: 21.273 |

| 22. Mai 2014 20.00 Uhr | New York Rangers Carl Hagelin (15:18) Chris Kreider (59:31) | 2:3 n. V. (1:0, 0:1, 1:1, 0:1) Spielbericht Stand: 2:1 | Montréal Canadiens Andrei Markow (23:20) Daniel Brière (56:58) Alex Galchenyuk (61:12) | Madison Square Garden, New York City Zuschauer: 18.006 |

| 25. Mai 2014 20.00 Uhr | New York Rangers Carl Hagelin (7:18) Derick Brassard (39:04) Martin St. Louis (66:02) | 3:2 n. V. (1:0, 0:1, 1:1, 1:0) Spielbericht Stand: 3:1 | Montréal Canadiens Francis Bouillon (28:08) P. K. Subban (42:00) | Madison Square Garden, New York City Zuschauer: 18.006 |

| 27. Mai 2014 20:00 Uhr | Montréal Canadiens Alex Galchenyuk (1:48) Tomáš Plekanec (12:24) Max Pacioretty (23:44) René Bourque (26:54) René Bourque (35:10) René Bourque (46:33) David Desharnais (55:43) | 7:4 (2:1, 3:3, 2:0) Spielbericht Stand: 2:3 | New York Rangers Derek Stepan (10:44) Rick Nash (29:48) Derek Stepan (32:06) Chris Kreider (34:12) | Centre Bell, Montréal Zuschauer: 21.273 |

| 29. Mai 2014 20.00 Uhr | New York Rangers Dominic Moore (38:07) | 1:0 (0:0, 1;0, 0;0) Spielbericht Stand: 4:2 | Montréal Canadiens | Madison Square Garden, New York City Zuschauer: 18.006 |

### Western Conference

#### (C3) Chicago Blackhawks – (P3) Los Angeles Kings
| 18. Mai 2014 14:00 Uhr (Ortszeit) | Chicago Blackhawks Brandon Saad (14:46) Duncan Keith (31:54) Jonathan Toews (56:10) | 3:1 (1:0, 1:1, 1:0) Spielbericht Stand: 1:0 | Los Angeles Kings Tyler Toffoli (24:35) | United Center, Chicago Zuschauer: 21.832 |

| 21. Mai 2014 19.00 Uhr | Chicago Blackhawks Nick Leddy (14:16) Ben Smith (21:40) | 2:6 (1:0, 1:1, 0:5) Spielbericht Stand: 1:1 | Los Angeles Kings Justin Williams (38:14) Jeff Carter (41:37) Jake Muzzin (44:04) Tyler Toffoli (48:59) Jeff Carter (54:44) Jeff Carter (56:29) | United Center, Chicago Zuschauer: 22.019 |

| 24. Mai 2014 17.00 Uhr | Los Angeles Kings Slawa Woinow (6:16) Jeff Carter (28:08) Tyler Toffoli (34:19) Drew Doughty (51:57) | 4:3 (1:2, 2:0, 1:1) Spielbericht Stand: 2:1 | Chicago Blackhawks Jonathan Toews (5:26) Jonathan Toews (13:19) Patrick Sharp (59:55) | Staples Center, Los Angeles Zuschauer: 18.374 |

| 26. Mai 2014 18.00 Uhr | Los Angeles Kings Jake Muzzin (9:00) Marián Gáborík (11:13) Dustin Brown (15:56) Drew Doughty (32:43) Tanner Pearson (58:58) | 5:2 (3:0, 1:1, 1:1) Spielbericht Stand: 3:1 | Chicago Blackhawks Brandon Saad (34:03) Bryan Bickell (49:29) | Staples Center, Los Angeles Zuschauer: 18.468 |

| 28. Mai 2014 19.00 Uhr | Chicago Blackhawks Brent Seabrook (1:13) Johnny Oduya (3:40) Brandon Saad (11:06) Ben Smith (41:17) Michal Handzuš (82:04) | 5:4 n. V. (3:2, 0:2, 1:0, 0:0, 1:0) Spielbericht Stand: 2:3 | Los Angeles Kings Jarret Stoll (9:49) Marián Gáborík (13:16) Dustin Brown (31:08) Tanner Pearson (33:08) | United Center, Chicago Zuschauer: 21.871 |

| 30. Mai 2014 18.00 Uhr | Los Angeles Kings Dwight King (17:03) Drew Doughty (45:32) Alec Martinez (47:38) | 3:4 (1:0, 0:2, 2:2) Spielbericht Stand: 3:3 | Chicago Blackhawks Patrick Kane (21:12) Ben Smith (22:49) Duncan Keith (51:34) Patrick Kane (56:15) | Staples Center, Los Angeles Zuschauer: 18.471 |

| 1. Juni 2014 19.00 Uhr | Chicago Blackhawks Brandon Saad (5:06) Jonathan Toews (8:36) Patrick Sharp (17:34) Patrick Sharp (38:25) | 4:5 n. V. (3:2, 1:1, 0:1, 0:1) Spielbericht Stand: 3:4 | Los Angeles Kings Jeff Carter (16:31) Justin Williams (17:22) Tyler Toffoli (30:31) Marián Gáborík (52:43) Alec Martinez (65:47) | United Center, Chicago Zuschauer: 22.315 |

## Stanley-Cup-Finale

### (P3) Los Angeles Kings – (M2) New York Rangers
| 4. Juni 2014 17.00 Uhr | Los Angeles Kings Kyle Clifford (17:33) Drew Doughty (26:36) Justin Williams (64:36) | 3:2 n. V. (1:2, 1:0, 0:0, 1:0) Spielbericht Stand: 1:0 | New York Rangers Benoît Pouliot (13:21) Carl Hagelin (15:03) | Staples Center, Los Angeles Zuschauer: 18.399 |

| 7. Juni 2014 16.00 Uhr | Los Angeles Kings Jarret Stoll (21:46) Willie Mitchell (34:39) Dwight King (41:58) Marián Gáborík (47:36) Dustin Brown (90:26) | 5:4 n. V. (0:2, 2:2, 2:0, 0:0, 1:0) Spielbericht Stand: 2:0 | New York Rangers Ryan McDonagh (10:58) Mats Zuccarello (18:46) Martin St. Louis (31:24) Derick Brassard (34:50) | Staples Center, Los Angeles Zuschauer: 18.532 |

| 9. Juni 2014 20.00 Uhr | New York Rangers | 0:3 (0:1, 0:2, 0:0) Spielbericht Stand: 0:3 | Los Angeles Kings Jeff Carter (19:59) Jake Muzzin (24:17) Mike Richards (37:14) | Madison Square Garden, New York City Zuschauer: 18.006 |

| 11. Juni 2014 20.00 Uhr | New York Rangers Benoît Pouliot (7:25) Martin St. Louis (26:27) | 2:1 (1:0, 1:1, 0:0) Spielbericht Stand: 1:3 | Los Angeles Kings Dustin Brown (28:46) | Madison Square Garden, New York City Zuschauer: 18.006 |

| 13. Juni 2014 17.00 Uhr | Los Angeles Kings Justin Williams (6:04) Marián Gáborík (47:56) Alec Martinez (94:43) | 3:2 n. V. (1:0, 0:2, 1:0, 0:0, 1:0) Spielbericht Stand: 4:1 | New York Rangers Chris Kreider (35:37) Brian Boyle (39:30) | Staples Center, Los Angeles Zuschauer: 18.713 |

### Stanley-Cup-Sieger
| Stanley-Cup-Sieger Los Angeles Kings | Torhüter: Martin Jones, Jonathan Quick Verteidiger: Drew Doughty, Matt Greene, Alec Martinez, Willie Mitchell, Jake Muzzin, Robyn Regehr, Jeff Schultz, Wjatscheslaw Woinow Angreifer: Dustin Brown (C), Jeff Carter, Kyle Clifford, Marián Gáborík, Dwight King, Anže Kopitar, Trevor Lewis, Jordan Nolan, Tanner Pearson, Mike Richards, Jarret Stoll, Tyler Toffoli, Justin Williams Cheftrainer: Darryl Sutter General Manager: Dean Lombardi |

## Beste Scorer
Abkürzungen: GP = Spiele, G = Tore, A = Assists, Pts = Punkte, +/− = Plus/Minus, PIM = Strafminuten; Fett: Bestwert
| Spieler          | Team               | GP | G  | A  | Pts | +/− | PIM |
| ---------------- | ------------------ | -- | -- | -- | --- | --- | --- |
| Anže Kopitar     | Los Angeles Kings  | 26 | 5  | 21 | 26  | +9  | 14  |
| Jeff Carter      | Los Angeles Kings  | 26 | 10 | 15 | 25  | +5  | 4   |
| Justin Williams  | Los Angeles Kings  | 26 | 9  | 16 | 25  | +13 | 35  |
| Marián Gáborík   | Los Angeles Kings  | 26 | 14 | 8  | 22  | +6  | 6   |
| Patrick Kane     | Chicago Blackhawks | 19 | 8  | 12 | 20  | +5  | 8   |
| Drew Doughty     | Los Angeles Kings  | 26 | 5  | 13 | 18  | +2  | 30  |
| Jonathan Toews   | Chicago Blackhawks | 19 | 9  | 8  | 18  | +3  | 8   |
| Ryan McDonagh    | New York Rangers   | 25 | 4  | 13 | 17  | −1  | 8   |
| Brandon Saad     | Chicago Blackhawks | 19 | 6  | 10 | 16  | +10 | 6   |
| Martin St. Louis | New York Rangers   | 25 | 8  | 7  | 15  | −5  | 2   |

## Beste Torhüter
Die kombinierte Tabelle zeigt die jeweils drei besten Torhüter in den Kategorien Gegentorschnitt und Fangquote sowie die jeweils Führenden in den Kategorien Shutouts und Siege.
Abkürzungen: GP = Spiele, TOI = Eiszeit (in Minuten), W = Siege, L = Niederlagen, OTL = Overtime/Shootout-Niederlagen, GA = Gegentore, SO = Shutouts, Sv% = gehaltene Schüsse (in %), GAA = Gegentorschnitt; Fett: Saisonbestwert; Sortiert nach Gegentorschnitt.
| Spieler        | Team                | GP | TOI  | W  | L  | GA | SO | Sv%  | GAA  |
| -------------- | ------------------- | -- | ---- | -- | -- | -- | -- | ---- | ---- |
| Steve Mason    | Philadelphia Flyers | 5  | 243  | 2  | 2  | 8  | 0  | 93,9 | 1,97 |
| Tuukka Rask    | Boston Bruins       | 12 | 752  | 7  | 5  | 25 | 2  | 92,8 | 1,99 |
| Jimmy Howard   | Detroit Red Wings   | 3  | 178  | 1  | 2  | 6  | 1  | 93,1 | 2,02 |
| Alex Stalock   | San Jose Sharks     | 3  | 117  | 0  | 1  | 4  | 0  | 92,9 | 2,05 |
| Jonathan Quick | Los Angeles Kings   | 26 | 1605 | 16 | 10 | 69 | 2  | 91,1 | 2,58 |